# Wolfgang Reisinger (Musiker, 1955)

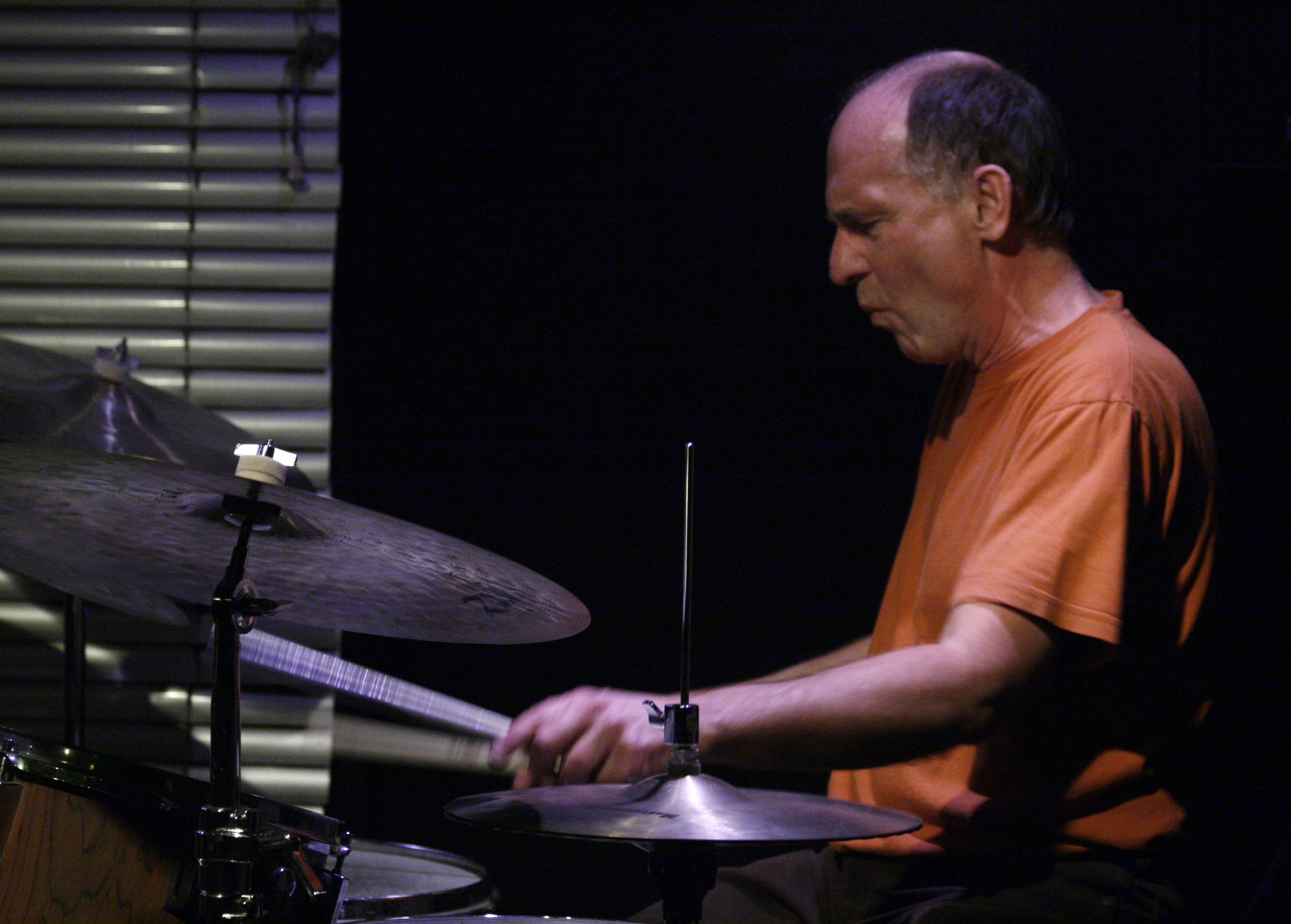
Wolfgang Reisinger (Wien 2008)

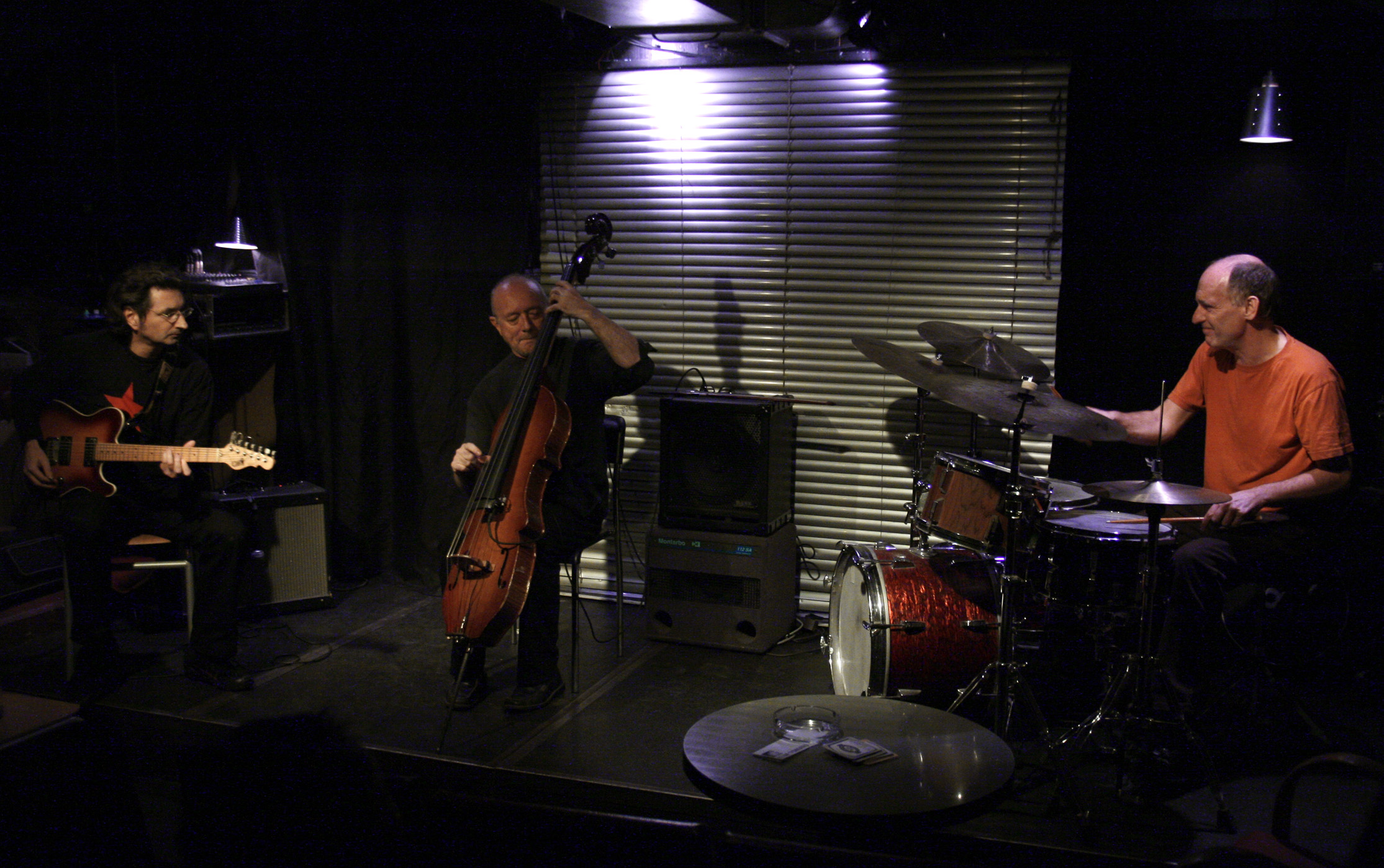
Wolfgang Reisinger mit Lisle Ellis und Andy Manndorff (Wien 2008)

Wolfgang Reisinger (* 16. Juli 1955 in Wien; † 8. Juni 2022 ebenda) war ein österreichischer Jazzschlagzeuger; er hat die Errungenschaften des zeitgenössischen Jazzschlagzeugs „europäisch ausformuliert“.

## Leben und Wirken
Reisinger erhielt im Alter von fünf Jahren seine erste musikalische Ausbildung bei den Wiener Sängerknaben. Er studierte dann am Konservatorium Wien Klavier und an der Hochschule für Musik Schlagzeug bei Richard Hochrainer.
Von 1975 bis 1977 war Reisinger Mitglied des Trios Medaya (mit dem Gitarristen Voja Brkovitc und dem Pianisten Beat Furrer), mit dem er Tourneen durch Österreich, die Schweiz und Jugoslawien unternahm. 1979 wurde er Perkussionist des Vienna Art Orchestra, dem er bis 1989 angehörte. 1981 gründete Reisinger die Gruppe Part of Art, der mit Wolfgang Puschnig, Uli Scherer, Herbert Joos und Jürgen Wuchner weitere Solisten aus dem Vienna Art Orchestra angehörten. Er trat mit Part of Art in Deutschland, Österreich, der Schweiz und Frankreich auf und nahm seine ersten CDs als Bandleader auf. Nach einer Tournee mit Hans Koller gründete er die Gruppe Air Mail (mit Harry Pepl), Wolfgang Puschnig und Mike Richmond. 1986 wurde er Mitglied von Wolfgang Mitterers Quartett Pat Brothers (mit Linda Sharrock und Wolfgang Puschnig), deren Album Pat Brothers No. 1 den Preis der deutschen Schallplattenkritik erhielt.
Nach Verlassen des Vienna Art Orchestra wurde Reisinger 1989 Mitglied des European Jazz Trio mit François Couturier und Jean-Paul Céléa. Daneben arbeitete er in Paris mit Dominique Pifarély, Yves Robert und Philippe Deschepper und trat beim Moers Festival mit Louis Sclavis auf. Im gleichen Jahr entstand in Zusammenarbeit mit Mitterer das Album Matador. Zwischen 1994 und 1996 arbeitete er mit Musikern wie Enrico Rava, John Abercrombie, Evan Parker, Michel Godard, Herb Robertson und Peter Kowald zusammen.
1996 gründete Reisinger das Trio Céléa Liebman Reisinger. Ihre erste CD World View erhielt den französischen Kritikerpreis Choc – Le Monde de la musique, die zweite (Missing a Page) den Diapason d’or. 1999 folgte die Gründung der Gruppe Spirits, die in wechselnder Besetzung u. a. mit Karl Ritter, Peter Herbert, Andy Manndorff, Klaus Dickbauer, John Schröder und Franz Hautzinger auftrat.
2000 wurde er (neben Jean Paul Céléa) Mitglied des neuen Trios von Joachim Kühn. Daneben arbeitete er weiterhin in der Trioformation mit Céléa und Dave Liebman. Seit 2002 bildete er mit Liebman das Duo Double Night. 2004 gründete er die Gruppe Refusion, deren gleichnamiges Debütalbum 2006 erschien.
Neben seiner Tätigkeit als Jazzmusiker war Reisinger auch stets auf dem Gebiet der klassischen und der Improvisationsmusik aktiv. Bereits 1973 gehörte er der experimentellen Gruppe Erster Wiener Musikzirkus an, die Musik zu Tanzperformances machte. Seit Mitte der 1970er Jahre arbeitete er mit dem Komponisten Thomas Pernes zusammen. 1978 entstand als Auftragskomposition für das Wiener Burgtheater Hippodrome. Mit dem 1990 gegründeten Quintett Passagio (mit Armand Angster, Françoise Kubler, Francois Couturier und Jean-Paul Céléa) entstanden die CDs Passagio und L'Ibere. Reisinger konzertierte mit Passagio Mitte der 1990er Jahre in Frankreich. Beim Festival Töne & Gegentöne trat Reisinger mit der japanischen Kotospielerin Kazue Sawai auf; auch spielte er im Duo mit Agustí Fernández.
1987 arbeitete Reisinger mit dem London Symphony Orchestra zusammen, 1991 wirkte er an der österreichischen Erstaufführung von Luciano Berios Circles mit. 2001 schrieb er Bühnenmusik für das Theater k.l.a.s. auf der Heunburg in Kärnten. Hier begründete er auch das Festival m.u.s.i.c, das klassische Musik, Avantgarde, Jazz und ethnische Musik zusammenführen soll. Ab 2003 arbeitete er auch mit dem Komponisten Franz Koglmann zusammen. 2009 wurde Reisinger in zwei Kategorien des Hans-Koller-Preises ausgezeichnet.
Reisinger starb am 8. Juni 2022 in einem Wiener Krankenhaus im Alter von 66 Jahren an den Folgen der Ruptur eines Aortenaneurysmas.

## Diskographie
- Moebius. Mit Part of Art (Sesam Records; 1981)
- Son Sauvage. Mit Part of Art (Extraplatte; 1983)
- Prayer for Peace. Mit Air Mail (Moers Music; 1984)
- Light Blues. Mit Air Mail (Amadeo; 1988)
- Pat Brothers No. 1. (Moers Music; 1986)
- Passagio. Mit Passagio (Label Bleu; 1991)
- L’Ibere. Mit Passagio (Label Bleu; 1994)
- Matador. (Olongapo; 1994)
- World View. Trio Céléa, Liebman, Reisinger (Label Bleu; 1997)
- Speakers Corner. Mit Franz Hauzinger und Martin Siewert (Extraplatte; 1998)
- Missing a Page. Trio Céléa, Liebman, Reisinger (Label Bleu; 1999)
- Ghosts. Trio Céléa, Liebman, Reisinger (Night Bird Music; 2001)
- Refusion. Liebman, Marc Ducret, Matthew Garrison, Céléa, Mitterer, Reisinger (EmArcy/Universal Music Austria; 2006)